# モルフィナン
モルフィナン(Morphinan)は、オピオイド系鎮痛薬、鎮咳去痰薬、解離性麻酔幻覚剤やその他の向精神薬となる大きな化学種の基礎となる構造である。
モルフィナンは、フェナントレン骨格を持っている。

## 誘導体
モルフィナンの直接の誘導体には、以下のようなものがある。
- デキストロファン
- デキストロメトルファン
- デキストロファノール
- ジメモルファン
- レバロルファン
- レボフレチルノルモルファノール
- レボメトルファン
- レボフェナシルモルファン
- レボルファノール
- メトルファン
- モルファノール
- オキシロルファン
- フェノモルファン
- クソルファノール

さらに、少し離れた誘導体には、以下のようなものがある。
- ブトルファノール
- シプロダイム
- ドロテバノール
- ナルブフィン
- シノメニン

## 関連化合物
以下の構造は、モルフィナンと関連する。
- ベンジルイソキノリン
- ハスバナン
- ハスバノニン